# Graveland
Graveland est un groupe de black et viking metal polonais, originaire de Wrocław. Le groupe est controversé à cause de ses sympathies plus ou moins affichées pour une idéologie d'extrême droite, qui lui valent d'être associé à la scène NSBM,. Les paroles du groupe traitent de la mythologie germanique.

## Biographie
Graveland est formé par Rob Darken (Robert Fudali) en 1991, ou 1992, selon les sources. Le groupe s'inspire initialement d'autres groupes tels que Emperor et Bathory. Pendant cette période, ils enregistrent leurs premières démos) que sont Necromanteion et Drunemeton. En 1993, Capricornus rejoint le groupe comme batteur à temps plein. La même année sort la démo In the Glare of Burning Churches, dont le titre s'inspire des incendies criminels liés au black metal envers des églises en Norvège.
En 2004, le bassiste Karcharoth (Grzegorz Jurgielewicz), se suicide en sautant d'un immeuble de Wrocław. Fudali révèlera l'année suivante que Karcharoth avait planifié de tuer Fenriz du groupe Darkthrone.
En 2008, quatre albums du groupe sont indexés dangereux par la Bundesprüfstelle für jugendgefährdende Medien en Allemagne . À la suite de cette décision, le label No Colours Records, qui distribuait Graveland, s'est vu saisir plusieurs exemplaires des quatre albums concernées (Following the Voices of Blood, Immortal Pride, et les deux démos, In the Glare of Burning Churches et The Celtic Winter). Depuis, le groupe est signé sur un autre label. Graveland est également classé comme un groupe de « musique de haine » par l'association américaine Anti-Defamation League. Plus tard, l'album Dawn of Iron Blades et l'EP Blood of Heroes ont été aussi interdits à la vente.
À la fin de 2015, le groupe est annoncé au festival Ragnard rock en France  en 2016. Ils annoncent également leur tout premier concert en France en juillet 2016.
En février 2024, Graveland est la tête d'affiche du festival Call of Terror.
Sur son site, le groupe publie des textes homophobes, antisémites, favorables à la ségrégation raciale et prétendant que « la confrontation entre la civilisation occidentale blanche et la civilisation des immigrés de couleur est imminente ».

## Membres

### Membres actuels
- Robert « Rob Darken » Fudali - tous les instruments (1991-1993, depuis 2000), chant (depuis 1991), guitare, clavier (1993-1999), basse (1995-1999)[3]
- Miro - batterie (depuis 2015)[3]
- Zbych - guitare (depuis 2015)[3]
- Mścisław - guitare (depuis 2015)[3]
- Bor - guitare, basse (depuis 2015)[3]

### Anciens membres
- Maciej « Capricornus » Dąbrowski - batterie (1993–1999)[3]
- Grzegorz (aka Anextiomarus ou Karcharoth) Jurgielewicz - basse (1993–1995)[3]

## Discographie

### Albums studio
- 1994 : Carpathian Wolves
- 1995 : Thousand Swords
- 1997 : Following the Voice of Blood
- 1998 : Immortal Pride
- 2000 : Creed of Iron
- 2002 : Memory and Destiny
- 2003 : The Fire of Awakening
- 2004 : Dawn of Iron Blades
- 2005 : Fire Chariot of Destruction
- 2007 : Will Stronger than Death'
- 2009 : Spears of Heaven
- 2012 : Pamięć i przeznaczenie
- 2013 : Thunderbolts of the Gods
- 2014 : Ogień przebudzenia

### Démos
- 1992 : Necromanteion
- 1992 : Drunemeton
- 1992 : Promo '92
- 1993 : Epilogue
- 1993 : In The Glares of Burning Churches
- 1994 : The Celtic Winter
- 2014 : Resharpening Thousand Swords
- 2016 : Carpathian Wolves - Rehearsal 1993

### EPs
- 1994 : The Celtic Winter
- 1999 : Impaler's Wolves (deux chansons ré-enregistrés du Carpathian Wolves)
- 2001 : Blood of Heroes
- 2002 : Raise the Swords!
- 2010 : Cold Winter Blades

### Splits
- 2001 : Raiders of Revenge (avec Honor)
- 2007 : Eastern Hammer (avec Nokturnal Mortum, North et Temnozor)
- 2011 : Tribute to the King of Aquilonia, (avec Kreuzfeuer)